# European Retrievable Carrier

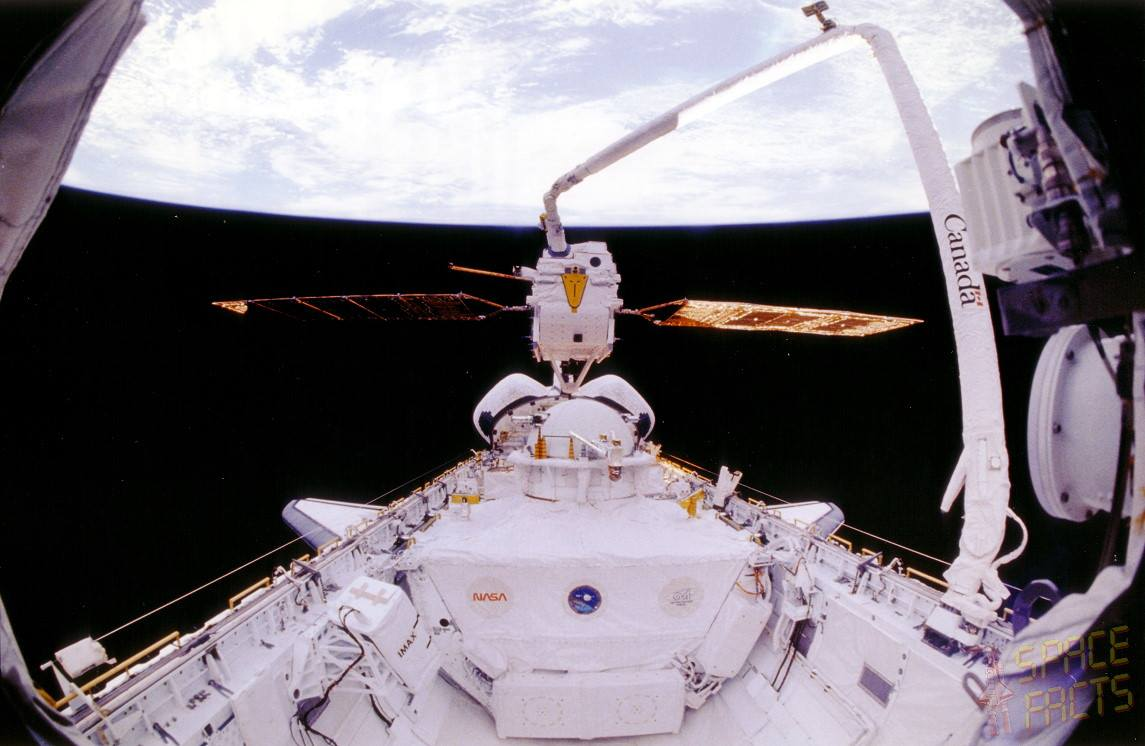
O EURECA sendo "colocado" em órbita em 1992

O EUropean REtrievable CArrier (EURECA) foi um satélite de 4,5 toneladas com 15 experimentos a bordo. Foi uma missão estabelecida pela Agência Espacial Europeia (ESA) e o acrônimo foi derivado da exclamação de Arquimedes: "Eureka!".
O EURECA foi colocado em uma órbita de 508 km de altitude, em 31 de julho de 1992 durante a missão STS-46, e foi recuperado em 1 de julho de 1993 durante a missão STS-57, sendo um dos poucos satélites que retornou à Terra completamente íntegro. Ele foi projetado para realizar até cinco voos com diferentes instrumentos, mas as missões seguintes foram canceladas.